# Vell San Juan
El Vell San Juan (castellà: Viejo San Juan) és el barri més vell de Puerto Rico i la zona històrica colonial de la ciutat de San Juan. El lloc és un National Històric Landmark District i va ser llistat en el Registre Nacional de Llocs Històrics com la «Zona Histórica de San Juan».
Està reconegut com a centre històric i cultural, destacant la seva arquitectura militar de defensa, realitzada durant els segles XVI al XVIII. També és un centre neuràlgic de trànsit marítim a tot el Carib i el seu port posseeix capacitat per albergar una desena de grans creuers simultàniament, per a un total de 900 ancoratges anuals de creuers i un milió de viatgers.

## Ubicació

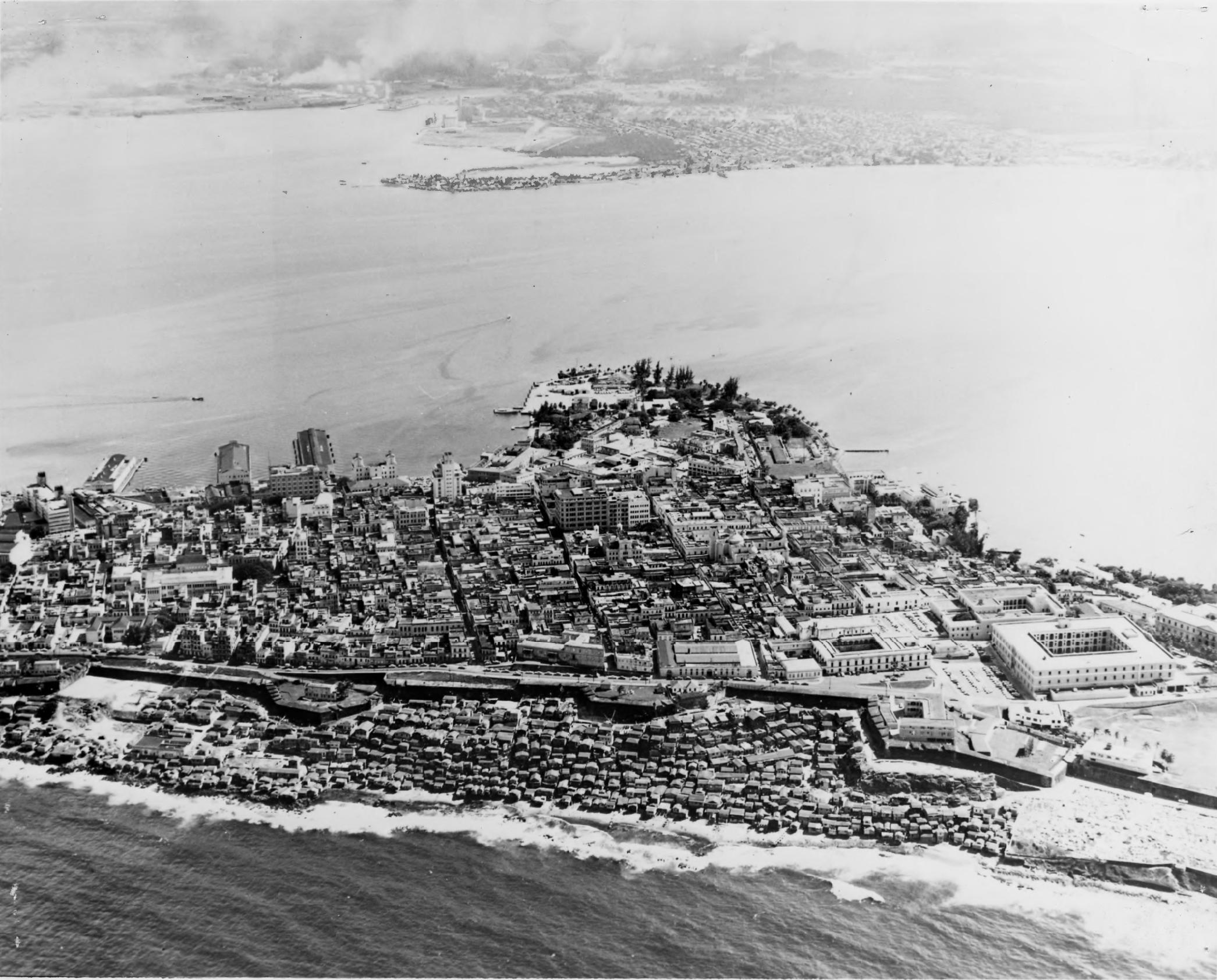
Vista aèria del Vell San Juan l'any 1952

El vell San Juan està localitzat en una illa petita i estreta que es troba al llarg de la costa del nord, aproximadament a 56 km del final de l'est de Puerto Rico, i està unida a la massa continental de Puerto Rico per tres ponts. És fitat per l'Oceà Atlàntic pel nord i per la Badia de San Juan al sud, que es troba entre la ciutat i el continent. En un penya-segat aproximadament de 30 m d'alçada al final de l'oest de l'illa i manant l'entrada al port, es troben els merlets del Fort San Felipe del Morro, on hi ha un far.
El «Caño de San Antonio» es troba cap al sud-est, on l'illa del vell San Juan connecta al continent a través de Santurce, per tres ponts, «Puente Dos Hermanos» (Avinguda Ashford), «Puente G. Esteves» (Avinguda Ponce de León) i «Puente San Antonio» (Avinguda Fernández Juncos).
La ciutat es caracteritza pels seus carrers estrets i empedrats blaus i les teulades planes de maó i edificis de pedra que daten d'abans dels segles xvi i xvii, quan Puerto Rico era una possessió espanyola. A prop del Fort San Felipe del Morro, esta la Casa Blanca, un palau que va pertànyer a la família de Juan Ponce de León.

## Història
El 1508 Juan Ponce de León va fundar el poblament original, Caparra al sud de la badia de San Juan. Les ruïnes de Caparra son conegudes com el sector de Pueblo Viejo a Guaynabo, darrere del gairebé tancat port just a l'oest de la actual àrea metropolitana de San Juan. El 1509, el poblament va ser abandonat i mogut a un lloc que va ser anomenat llavors com Puerto Rico (significant "port ric" o "port bo"), nom que evocava una geografia similar del port de Gran Canària, Illes Canàries. El 1521, el nom de San Juan va ser afegit i al nou poblament li va ser donat el nom formal de «San Juan Bautista de Puerto Rico».

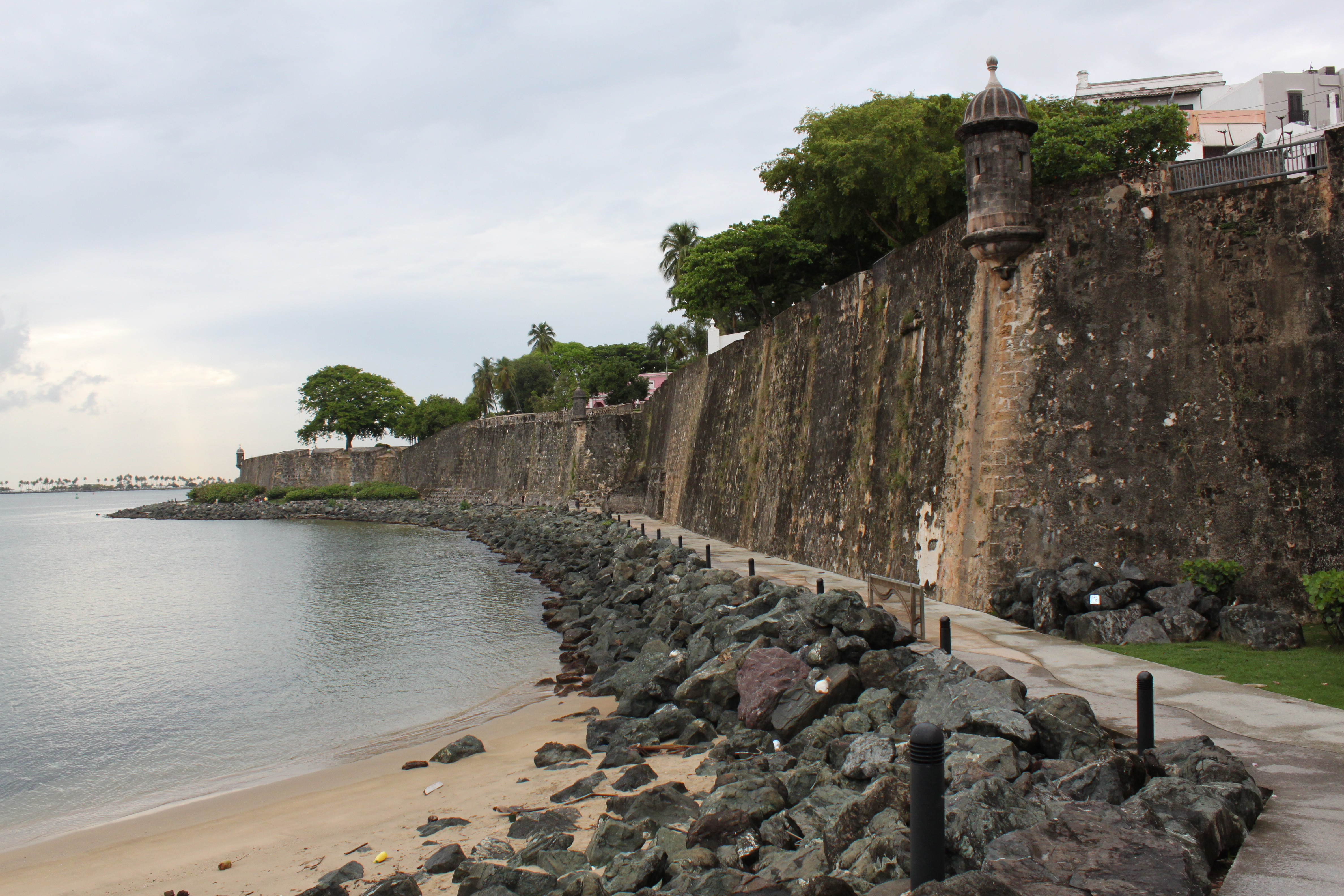
Mur de 12,8 metres que envolta el Vell San Juan (des de la porta de la ciutat)

Construïda el 1521, la Casa Blanca va ser la primera fortificació del poblament i la residència dels descendents de Juan Ponce de León, fins a la mitat del segle xviii.
Previ al segle xix, l'àrea a fora de la ciutat emmurallada que ocupava el costat est de l'illa del Vell San Juan, estava gairebé deshabitada. El 1838 l'àrea anomenada Puerta de Tierra tenia 168 residents, principalment de descendents africans. Segons un cens fet el 1846, la població havia augmentat a 223 habitants que vivien dins de 58 cases. El 3 de març de 1865, el govern municipal de San Juan va aprovar una resolució que promovia l'expansió de ciutat a través de la Puerta de Tierra i va incloure el pla per derrocar els murs de la ciutat al llarg del costat oriental. El 28 de maig de 1897, l'enderroc dels murs va començar després d'una proclamació emesa per la Reina Maria Cristina. L'any 1899, la població de Puerta de Tierra havia augmentat a 5.453; mentre l'àrea que comprèn la ciutat emmurallada vella tenia una població civil de 18.103 habitants.

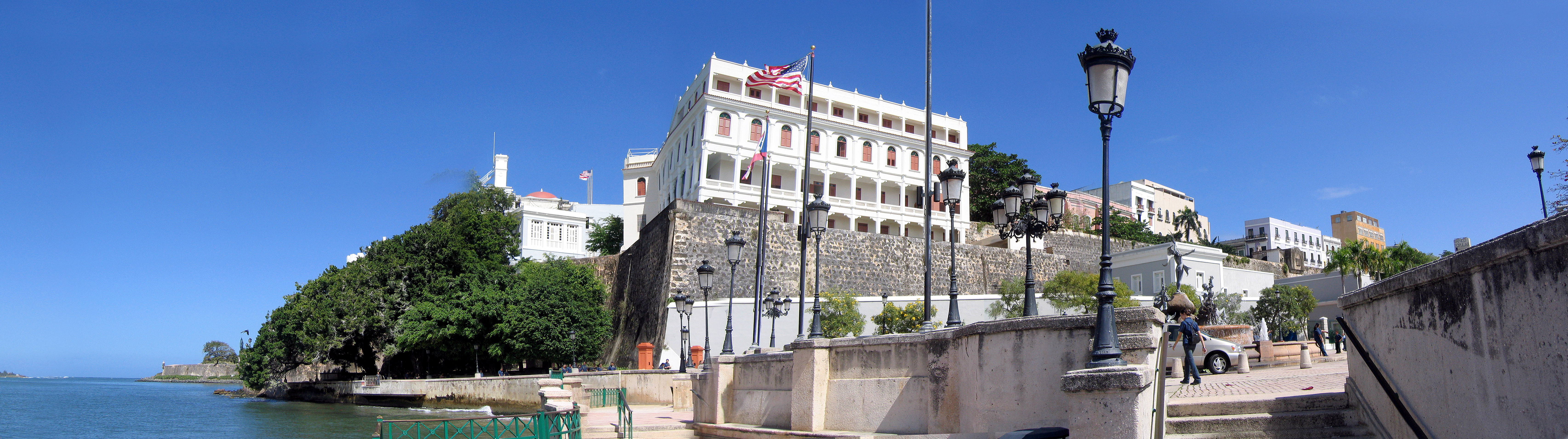
Paseo de La Princesa

## Llocs històrics

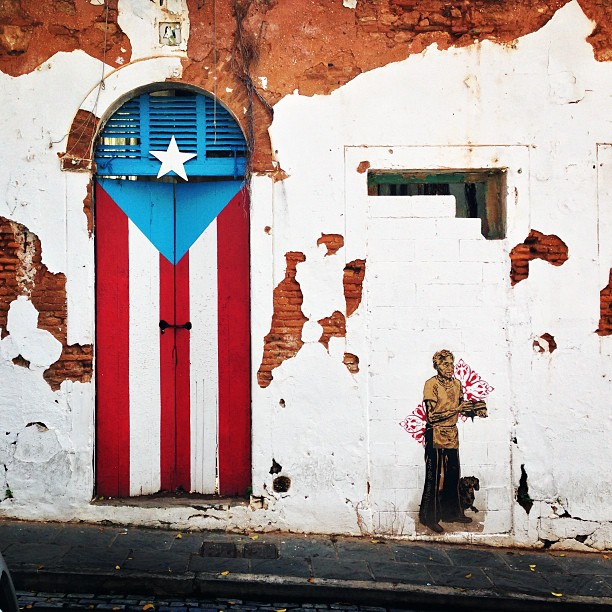
Porta pintada i art de carrer al Vell San Juan

El Lloc Històric Nacional de San Juan va ser establert el 1949 per la conservació dels edificis i altres fortifications històriques al vell San Juan. Va ser afegit al Registre Nacional de Llocs Històrics el 1966. La Fortaleza i el Lloc Històric Nacional de San Juan van ser declarats Patrimoni de la Humanitat per la UNESCO el 1983.
El veïnat de La Perla es troba a l'exterior de l'històric mur de ciutat, en la costa del nord rocosa i pertany als sub-barris Mercado i San Cristóbal. El vell San Juan es caracteritza per les nombroses places públiques i esglésies, incloent-hi l'Església de San José i la Catedral de San Juan Bautista, que conté la tomba de l'explorador espanyol Juan Ponce de León. També alberga l'escola catòlica més antiga per educació Elemental de Puerto Rico, el Colegio de Párvulos, construït el 1865.
El vell San Juan i Santurce van ser els dos barrios que van formar el municipi de San Juan el 1864, abans que, el 1951, el municipi de Río Piedras fos annexionat.

## Fortins i sub-barris

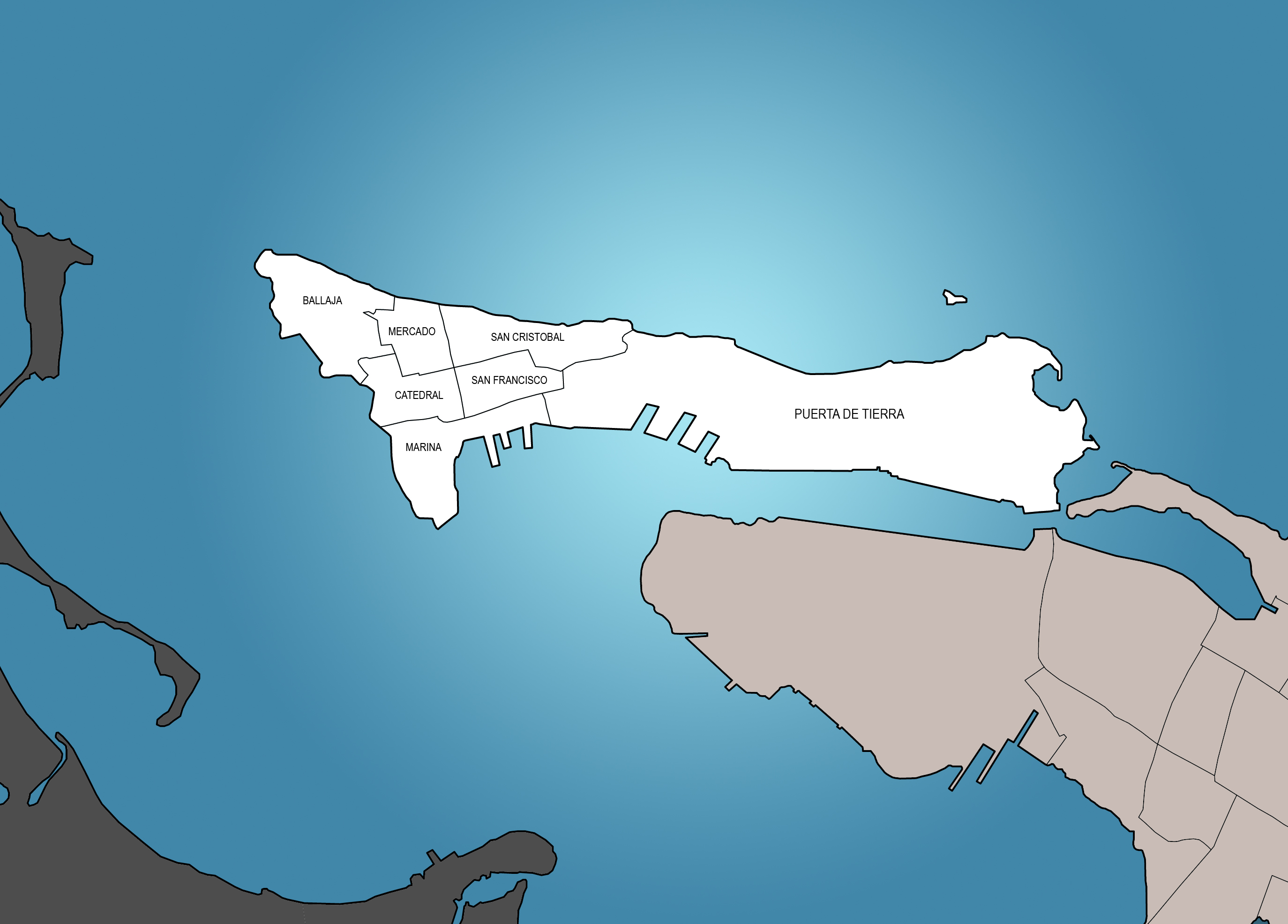
Sub-barris del vell San Juan

Les zones més antigues del districte del vell San Juan estan en part tancades per grans murs. Diverses estructures defensives i forts notables, com el Fort San Felipe del Morro, Fort San Cristóbal i La Fortaleza van actuar com a defensa primària del poblament que ha estat sotmès a nombrosos atacs. La Fortaleza continua servint també com la mansió executiva del Governador de Puerto Rico. Moltes de les històriques fortificacions formen part del Lloc Històric Nacional de San Juan.
Els sub-barris del vell San Juan son:
- Ballajá
- Catedral
- Marina
- Mercado
- Puerta de Tierra
- San Cristóbal
- San Francisco

## Galeria

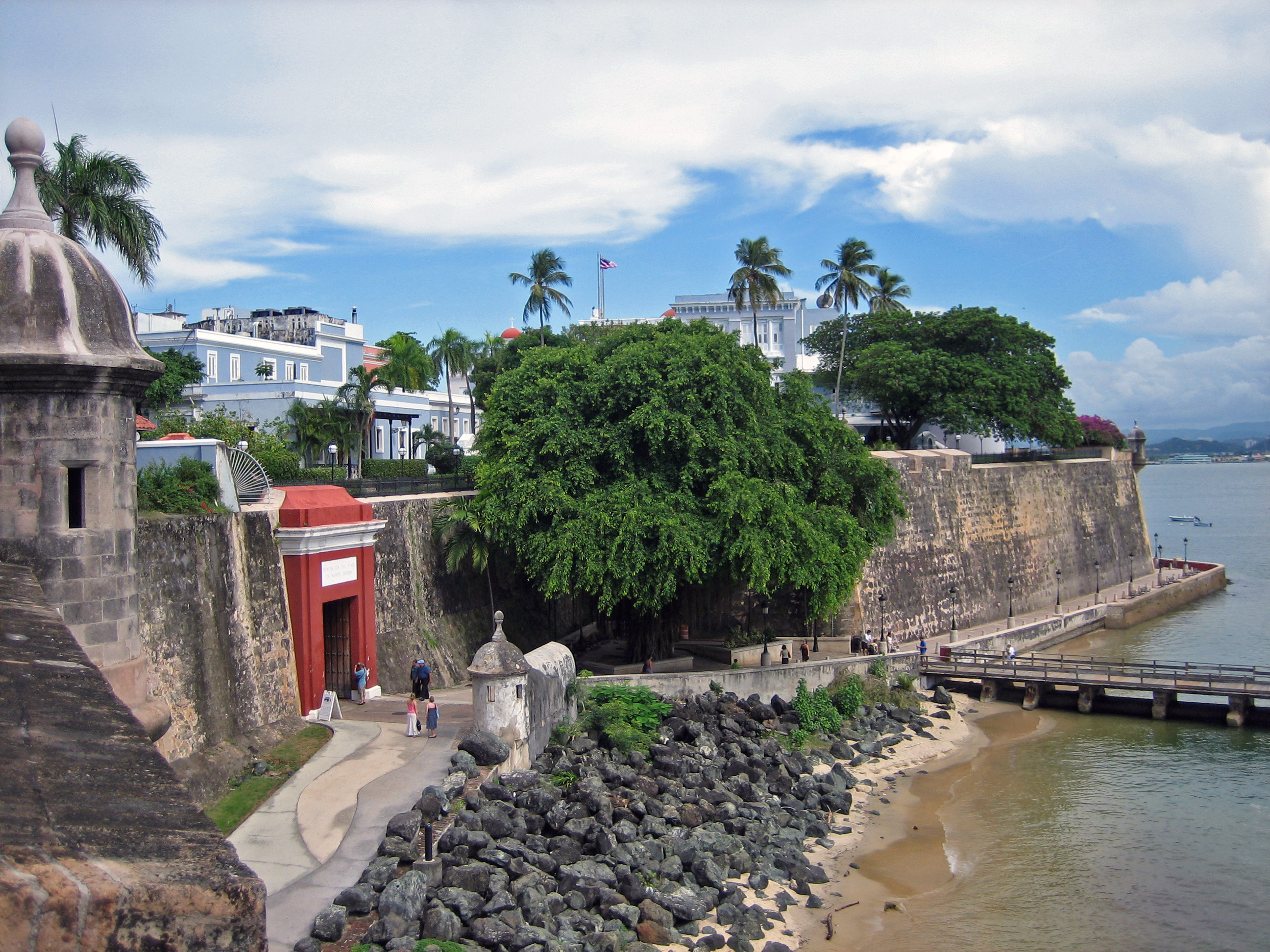
Entrada original a la ciutat
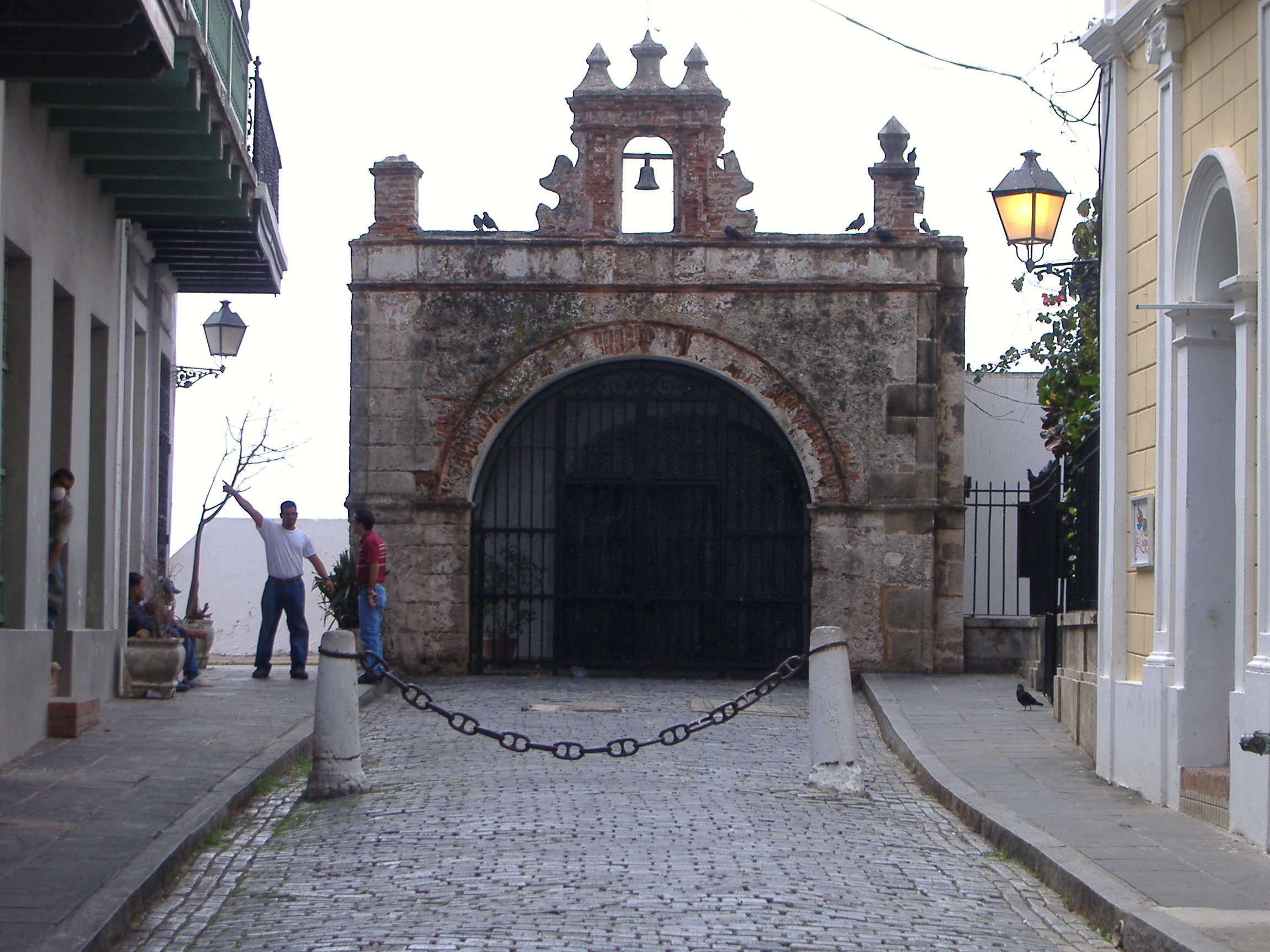
Capella de Cristo construïda en 1753
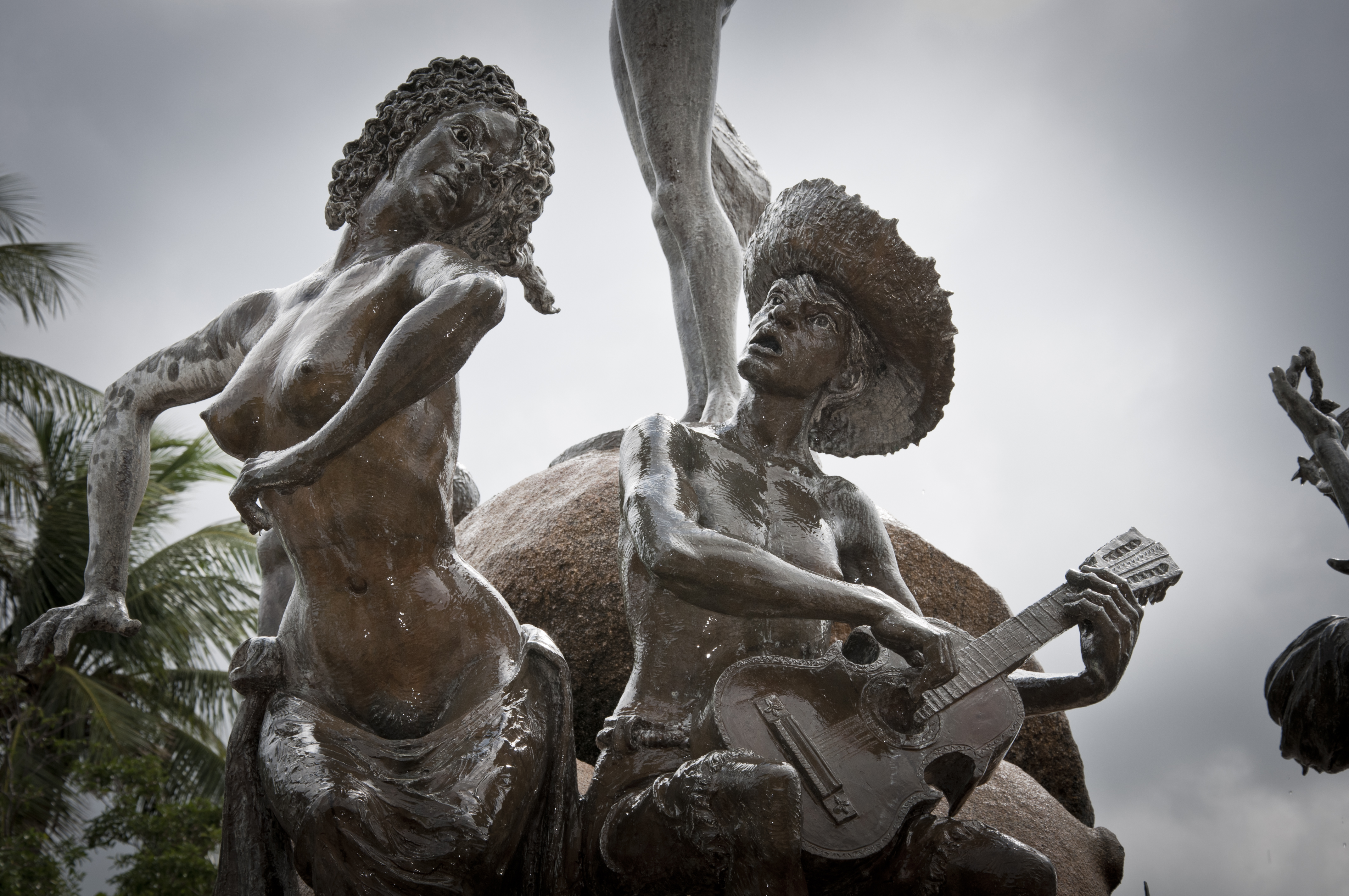
Escultura «Raíces»en el Passeig de la Princesa
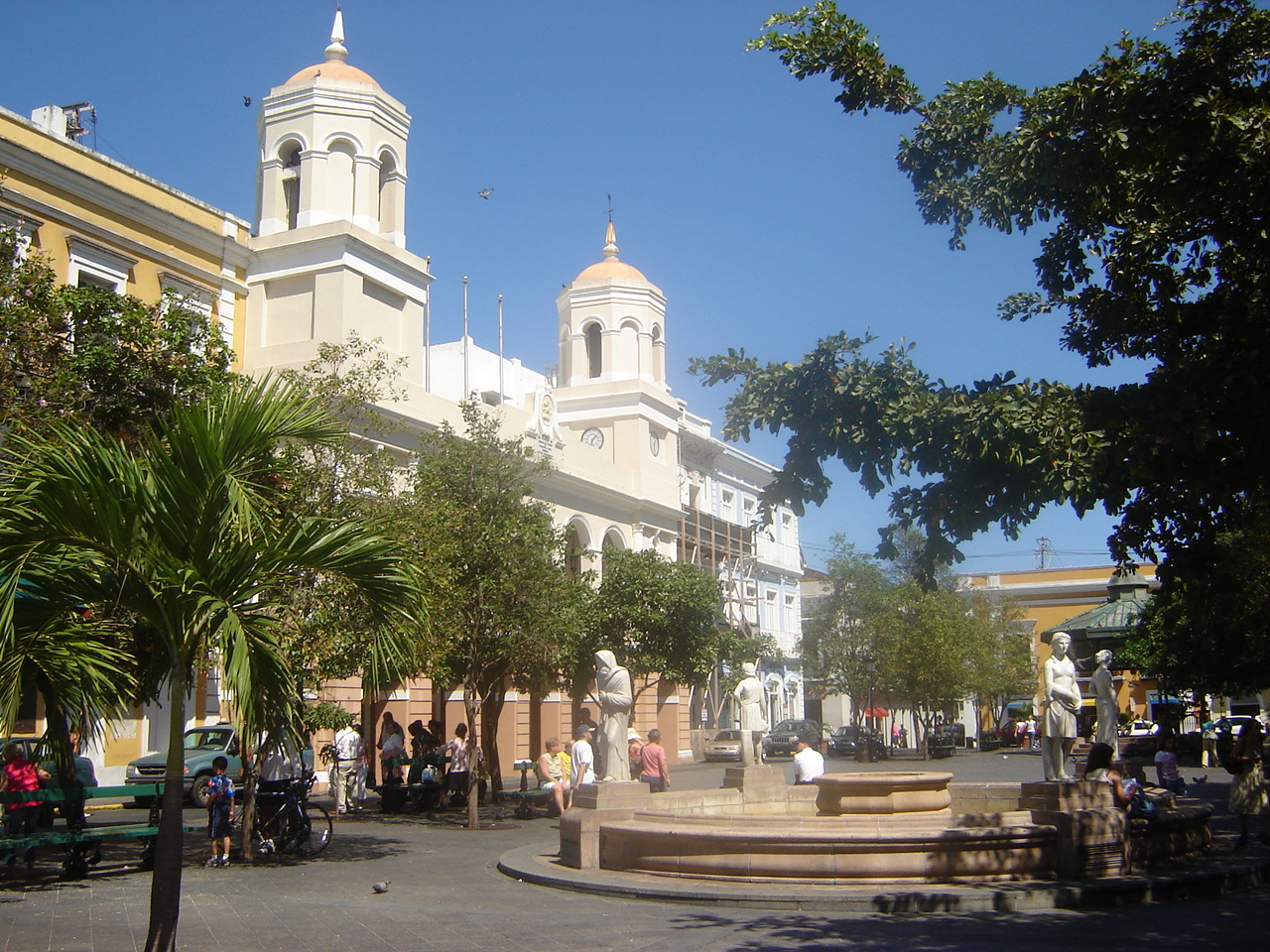
Plaça d'Armes de San Juan
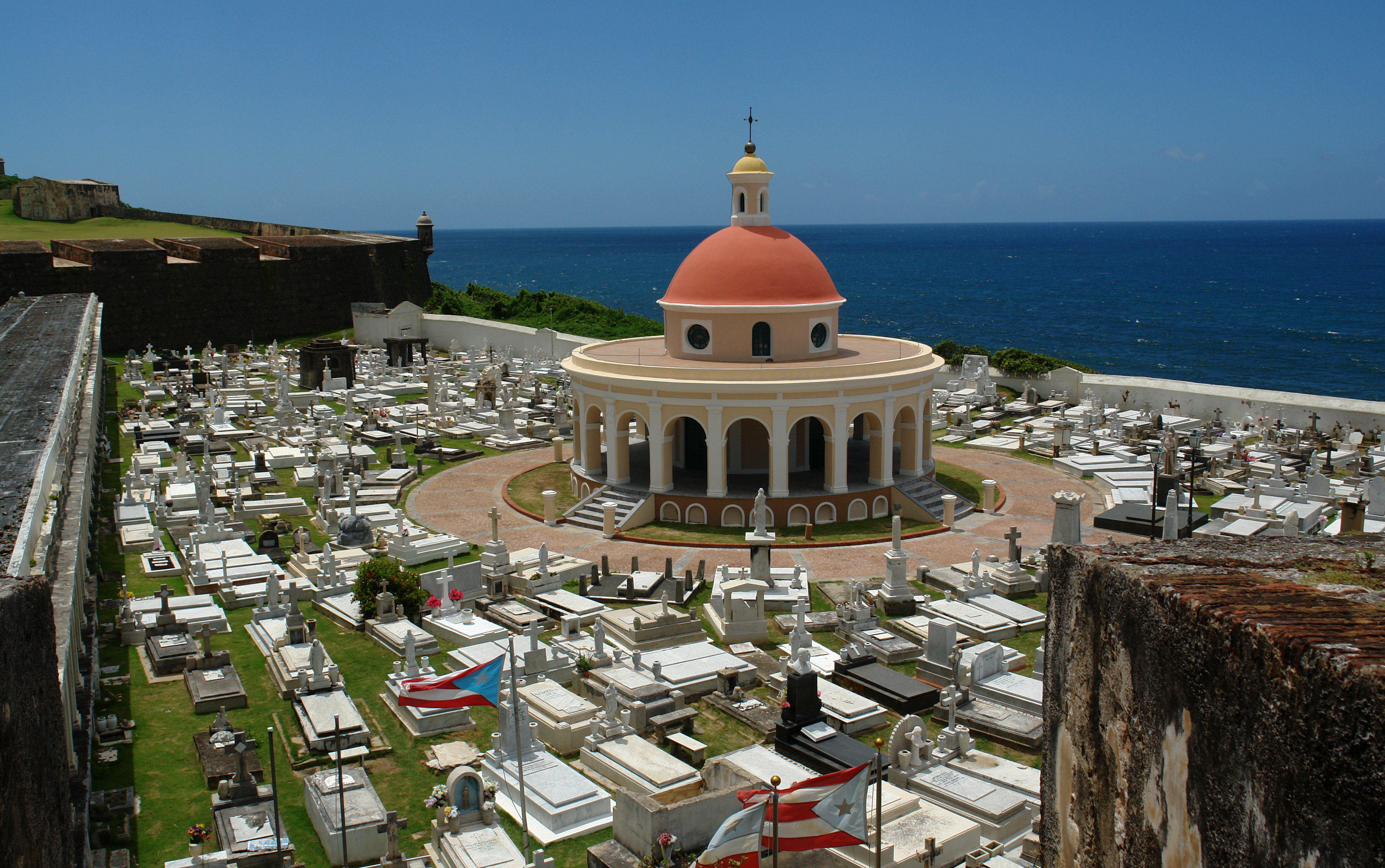
Cementiri Santa María Magdalena de Pazzis
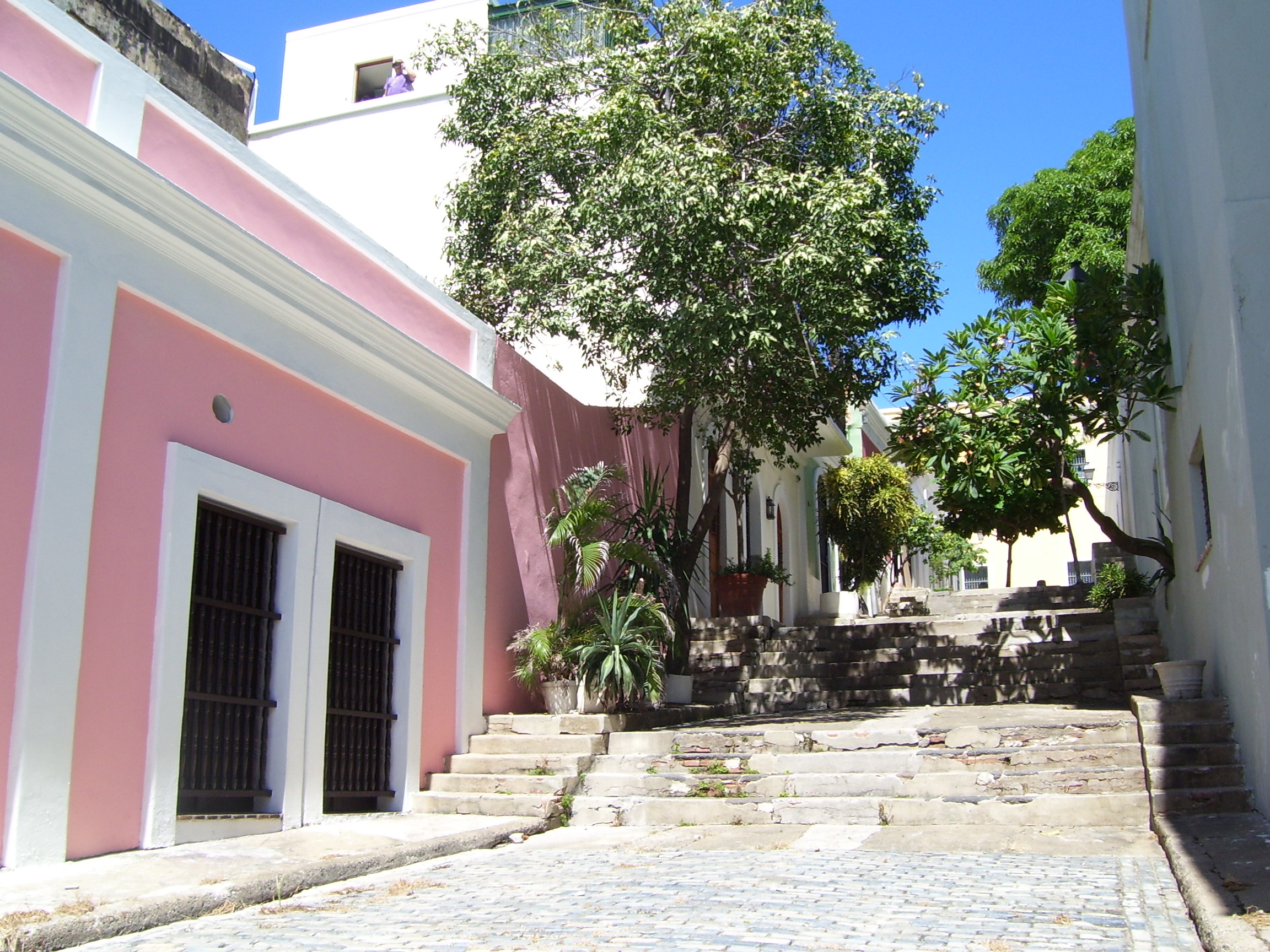
Passatges escalonats